# Manuel de Castro

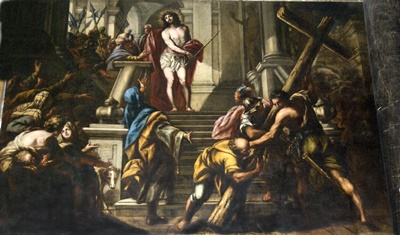
Ecce Homo, Madrid, parroquia del Santísimo Cristo de la Salud.

Manuel de Castro —o Manuel Fernández de Castro— (Nabainhos, Melo, Gouveia, Guarda, 28 de mayo de 1662-Madrid, c. 1705/1712) fue un pintor barroco español, discípulo de Claudio Coello y pintor del rey a título honorífico.

## Biografía
Hijo de Sebastián Moitinho y Blanca Rodrigues, nació en la parroquia de Nabainhos, en el distrito de Guarda (Portugal) el 28 de mayo de 1662. Se formó como pintor con Claudio Coello, a cuyo servicio se le documenta ya en Madrid en 1676, y permaneció a su lado por espacio de doce años, colaborando con su maestro y con Pedro de Villafranca en la restauración de las pinturas de la Sala de Batallas del Monasterio de El Escorial, según declaraba él mismo en el memorial por el que solicitaba el título de pintor del rey. Pasó luego a Italia donde según el mismo memorial residió ocho años en los que visitó Nápoles y asistió a las academias públicas romanas. De su estancia en Roma se sabe que en 1689 pintó los retratos de los reyes Carlos II y Mariana de Neoburgo con motivo de su matrimonio por encargo de la congregación de la Resurrección de la iglesia de Santiago y San Ildefonso de los Españoles.
De regreso a España, donde se le documenta ya en octubre de 1690, trabajó al fresco y al óleo para los conventos de trinitarios y mercedarios de Madrid. En 1693 fue testigo del poder para testar otorgado por Claudio Coello, con quien había mantenido estrecha relación y junto con Teodoro Ardemans tasó sus pinturas, pero no se atendió su solicitud de ocupar la plaza de pintor del rey que su maestro dejaba vacante. En febrero de 1697 solicitó de nuevo una plaza de pintor del rey, sin gajes, que le fue concedida finalmente el 19 de agosto de 1698, cuando pasó a ocupar la vacante que había quedado por muerte de Bartolomé Pérez de la Dehesa. Para este nombramiento contó con el informe favorable de la Junta de Obras y Bosques, que decía de él que es:

Hávil y capaz en el arte, como lo acreditan diferentes obras públicas que ha executado en los Combentos de la Santísima Trinidad y la Merced de esta Corte, siendo discípulo de Claudio Coello, y aber cursado los estudios y Academias de la pintura en Italia.

Entre las obras que pintó para los conventos madrileños, Ceán Bermúdez, siguiendo a Antonio Ponz, citaba dos cuadros grandes en el crucero de la iglesia del convento de los trinitarios calzados en la calle de Atocha, con la Virgen acompañada de ángeles cantando en el coro y una redención de cautivos, de los que se conservan dos fragmentos de gran tamaño en el Museo del Prado, fechados en 1693, y las bóvedas al fresco de la capilla de los Remedios en la desaparecida iglesia de los mercedarios, que calificaba de desiguales y de poco correcto dibujo. 

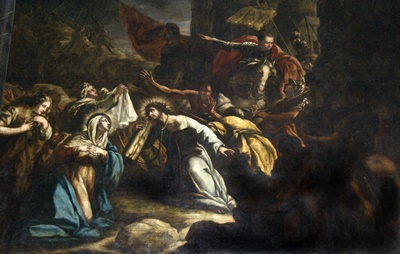
Cristo encuentra a su Madre camino del Calvario, Madrid, parroquia del Santísimo Cristo de la Salud.

Fuera de estas obras citadas por Ceán se conocen unas Escenas de la Pasión de grandes proporciones, firmadas en 1695 y conservadas en el presbiterio de la iglesia del Santísimo Cristo de la Salud de la calle de Ayala de Madrid, citadas por Antonio Ponz en los laterales de la capilla del antiguo hospital de Antón Martín, una Huida a Egipto firmada en 1697 (Museo del Prado) y las tablas de San Pedro, la Inmaculada Concepción y San Cristóbal de la iglesia del antiguo convento franciscano de los Ángeles en Garachico (Tenerife), procedentes de un sagrario encargado por Pedro de Ponte y Llerena, capitán general de las Islas Canarias.
Por el inventario de los bienes de Teodoro Ardemans, compañero en el taller de Claudio Coello, fechado en 1733, en el que figuraba «Otro quadro de Alzides en la cuna, de mano de Don Manuel de Castro», consta su dedicación a otros géneros pictóricos de los que nada ha llegado.